# Cage de Foster
La cage de Foster est, en théorie des graphes, un graphe 5-régulier possédant 30 sommets et 75 arêtes.

## Propriétés

### Propriétés générales
Le diamètre de la cage de Foster, l'excentricité maximale de ses sommets, est 3, son rayon, l'excentricité minimale de ses sommets, est 3 et sa maille, la longueur de son plus court cycle, est 5. Il s'agit d'un graphe 5-sommet-connexe et d'un graphe 5-arête-connexe, c'est-à-dire qu'il est connexe et que pour le rendre déconnecté il faut le priver au minimum de 5 sommets ou de 5 arêtes.

### Coloration
Le nombre chromatique de la cage de Foster est 4. C'est-à-dire qu'il est possible de le colorer avec 4 couleurs de telle façon que deux sommets reliés par une arête soient toujours de couleurs différentes mais ce nombre est minimal. Il n'existe pas de 3-coloration valide du graphe.
L'indice chromatique de la cage de Foster est 5. Il existe donc une 5-coloration des arêtes du graphe telle que deux arêtes incidentes à un même sommet soient toujours de couleurs différentes. Ce nombre est minimal.

### Propriétés algébriques
Le polynôme caractéristique  de la matrice d'adjacence de la cage de Foster est : {\displaystyle (x-5)(x-2)^{4}(x+1)(x^{2}-5)^{2}(x^{2}+2x-4)^{2}(x^{4}+2x^{3}-6x^{2}-7x+11)^{4}}.